# Carpelimus robustulus
Carpelimus robustulus är en skalbaggsart som först beskrevs av Thomas Casey 1889.  Carpelimus robustulus ingår i släktet Carpelimus och familjen kortvingar. Inga underarter finns listade i Catalogue of Life.